# Fragmentación de Eschenmoser
La fragmentación de Eschenmoser (también llamada la fragmentación de Eschenmoser-Tanabe) es la reacción química de α,β-epoxicetonas (1) con sulfonilhidrazinas de arilo (2) para producir alquinos (3) y compuestos de carbonilo (4). El nombre de esta reacción de debe a Albert Eschenmoser, un químico suizo.
Existen algunos ejemplos en la literatura.

## Mecanismo de reacción
El mecanismo de la fragmentación de Eschenmoser empieza con la reacción de la α,β-epoxicetona 1 con sulfonilhidrazina de arilo 2 para producir la hidrazona intermediaria 3. La transferencia de un protón conduce al intermediario 4, que sufre la fragmentación clave al alquino 6 y el compuesto de carbonilo 7.
La transferencia del protón de la hidrazona 3 al intermediario 4 puede ser catalizado por piridina, bicarbonato de sodio, carbonato de sodio, o silica gel.